# Лестница в небо (Южный Парк)
«Лестница в небо» (англ. A Ladder to Heaven) — эпизод 612 (№ 91) сериала «Южный Парк», премьера которого состоялась 6 ноября 2002 года.

## Сюжет
Стэн, Кайл и Картман приходят к продавцу конфет за выигрышем — несколько недель назад они участвовали в лотерее «Пять минут халявы», а теперь их имена объявили в рекламе. Однако выясняется, что у них нет с собой билета, без которого продавец конфет не выдаёт выигрыш. Дети начинают вспоминать и понимают, что билет был у умершего несколько месяцев назад Кенни. Продавец говорит, что, если они не принесут билет в течение недели, приза не будет.
Дети приходят к Кенни домой и просят показать им тело Кенни. Родители отводят их к урне и говорят, что Кенни там. Дети, не зная, что такое погребальная урна, ночью крадут её, надеясь, что оттуда появится сам Кенни. Увидев в урне тёмный порошок, они думают, что родители Кенни пошутили над ними, и решают придумать другой план. Картман, думая, что в урну насыпали шоколадное молоко, выпивает прах Кенни с молоком, и ночью ему начинают сниться кусочки из воспоминаний Кенни.
Тем временем Кайл придумывает новый план: построить лестницу в небо, забраться по ней в рай и взять билет у Кенни, который находится там. Они начинают строить лестницу во дворе у Стэна. Рэнди и Шерон, а вслед за ними родители Кайла и дядя Стэна Джимбо поражаются «трогательности» идеи детей. Благодаря им об этой постройке узнаёт весь город и начинает говорить телевидение.

Стэн, Кайл и Картман строят лестницу.

Когда у детей заканчиваются доски, родители решают рассказать им правду — что невозможно построить лестницу в рай. Однако тут появляются военные, которым поручено курировать строительство лестницы, чтобы обогнать японцев, которые начали строить аналогичную лестницу и уже вышли в космос. К тому же военные докладывают президенту Джорджу Бушу, что, по их предположениям, в раю прячет оружие массового поражения Саддам Хусейн.
Страна продолжает следить за постройкой лестницы. Вокруг неё стоит огромная толпа, про неё пишет песни кантри-певец Алан Джексон, успешно спекулирующий на теме 11 сентября. Картману после сильных ударов по голове продолжают являться воспоминания Кенни, однако он не понимает, в чём дело, до тех пор, пока родители Кенни не собирают мальчиков, чтобы сообщить, что тело похищено, а вместо него в урну насыпан наполнитель для кошачьего туалета. Когда Эрик сообщает, что это он выпил «шоколадное молоко», дети понимают, что Картман теперь одержим душой Кенни.
Джордж Буш делает доклад на заседании ООН об опасности, которую представляют постройки Саддама Хусейна в раю. Он пересказывает «посмертную» биографию Саддама, в том числе гомосексуальную связь с Сатаной и «ссылку» в рай. Американские военные решают разбомбить рай.
Японцы сообщают по телевидению, что они смогли добраться до рая и провозглашают рай официально японской территорией. В телерепортаже демонстрируется рай, даётся прогноз погоды из рая, однако потом облачная декорация рушится, привязанные верёвочками «ангелы» падают и трансляция прерывается.
Чтобы извлечь из себя Кенни, Картман приходит в центр нежелательного материнства. Там он своими злобными высказываниями заставляет одну из женщин отказаться от аборта; её спутник, разозлившись, швыряет в Картмана камнем, и тому приходит видение, куда Кенни спрятал лотерейный билет.
Дети находят билет и возвращаются к лестнице с кучей конфет. Когда взрослые понимают, что на самом деле было целью детей, Стэн говорит о том, что он многое понял: что рай — это не материальное место, а просто состояние, которого люди должны пытаться достичь. Кайл добавляет: «Возможно, рай — это этот самый момент». Военные хотят «разбомбить этот самый момент», однако Рэнди говорит им о том, что надо не бомбить рай, а пытаться создать рай на земле прямо сейчас. Все осознают это и расходятся, у Алана Джексона не получается дописать новую песню, а Стэн и Кайл пытаются говорить с Кенни в теле Картмана.
Эпизод заканчивается в раю, где Саддам Хусейн в самом деле строит оружие массового поражения (на все постройки наклеена эмблема «шоколадные чипсы»). Когда Господь расспрашивает Саддама насчёт происходящего, тот заговаривает ему зубы и усмехается: «Вот тупица».

## Пародии
- Название и главная сюжетная линия эпизода очевидно являются отсылкой к песне «Stairway to Heaven» группы Led Zeppelin.
- В эпизодах, когда Картман видит воспоминания глазами Кенни, пародируется фильм «Быть Джоном Малковичем».
- Сцена, где японцы показывают репортаж из "рая", напоминает о теории лунного заговора.

### Песни Алана Джексона

Алан Джексон.

Песня Алана Джексона «Where Were You When They Built the Ladder to Heaven» (Где были вы, когда они строили лестницу в небо?) является пародией на его же песню «Where Were You (When the World Stopped Turning)» (Где были вы, когда мир перестал вращаться?), посвящённую 11 сентября. Пародийная песня, спетая в эпизоде, спекулирует на теме 11 сентября. Её текст:

Where were you when they built the ladder to heaven?
Did it make you feel like cryin'
Or did you think it was kinda gay?
Well I, for one, believe in the ladder to heaven.
Oh yeah, yeah, yeah… 9/11.
I said 9/11, 9/11, 9/11, Ni-hi, hi-hine…
…Eleven

Все начинают рыдать над этой песней. Алан Джексон объявляет, что продаёт все свои песни об 11 сентября на CD. Когда люди наперебой бросаются покупать диск, довольно отчётливо видно, что Джексон мастурбирует.
На протяжении всей серии Джексон поёт ещё несколько версий этой же песни на тот же мотив, слегка меняя слова:
- Когда дети заканчивают строительно лестницы, потому что у них заканчиваются доски — «Where were you when they ran out of stuff to build the ladder to heaven?» (Где были вы, когда у них закончились доски, чтобы строить лестницу в небо?).
- Когда войска США приезжают, чтобы строительство продолжалось — «Where were you when they saved the ladder to heaven?» (Где были вы, когда они спасли лестницу в небо?).
- Когда дети извлекают мораль — «Where were you when they decided heaven was a more intangible idea ’n you couldn’t, you couldn’t really get there?» (Где были вы, когда они поняли, что рай, это не материальная идея и вы не можете достичь его?). На этой версии Джексон запинается, и люди перестают его слушать. Он подходит к детям с конфетами, кричит: «Вы, маленькие засранцы, испортили мне песню!» и ломает гитару.

## Факты
- Начиная с этого эпизода, мы больше не видим героев, общающихся с Твиком в качестве их четвёртого лучшего друга. Вплоть до концовки эпизода «Убить Санта-Клауса», когда возвращается Кенни, их можно видеть только втроём.
- 2 небольших эпизода, когда человек с улицы, которого спрашивают о лестнице в небо, сравнивает её со своим пенисом, вырезаны в отцензурированной версии.
- Ранее Картман пел песню Элвиса Пресли «In the Ghetto», издеваясь над бедностью Кенни.
- В эпизоде «Лучшие друзья навсегда» говорится, что японцы не могут попасть в рай — у них нет души.
- Все эпизоды, связанные с оружием массового поражения и Саддамом Хусейном, пародируют события, предшествующие войне в Ираке.
- Биография Саддама Хусейна, рассказанная Джорджем Бушем, соответствует событиям, происходившим в фильме «Саут-Парк: большой, длинный и необрезанный» и в эпизодах «Попадают ли умственно отсталые в ад?», «Возможно». Здесь впервые названа реальная причина смерти Саддама — он тайно убит американскими войсками (согласно полнометражному фильму, в новостях передавали, что он растерзан стаей диких кабанов, а в телефильме Терренса и Филлипа, будто бы основанном на реальных событиях, его пердежом убивают канадцы).
- В сцене заседания ООН видно множество национальных флагов. Большинство из них соответствует настоящим, но 2 не соответствуют ни одному государству: это Весёлый Роджер и флаг в виде радуги с розовым треугольником (совмещённые символы гейского и лесбиянского сообществ).